# Північно-Кавказька операція (1920)
Північно-Кавказька операція — стратегічна воєнна операція Червоної армії, проведена 17 січня — 5 квітня 1920 року на Північному Кавказі. Наслідком операції стала окупація РСФРР Північного Кавказу та створення передумов для наступу на Азербайджан.

## Сили сторін

### Більшовики
- Кавказький фронт:
  - 8-ма армія;
  - 9-та армія;
  - 10-та армія;
  - 11-та армія;
  - 1-ша Кінна армія;
  - зведений кінний корпус.

Загальні сили: 48500 багнетів, 20600 шабель, 2400 кулеметів, 512 гармат, 10 бронепоїздів, 10 літаків. Командувач — Михайло Тухачевський.
У тилу білогвардійців на чолі з Миколою Гикало були сформовані загони партизанів, що діяли на користь більшовиків.

### Білогвардійці
- Добровольча армія;
- Донська армія;
- Кубанська армія;
- війська Північного Кавказу.

Загальні сили: близько 55000 багнетів і шабель, близько 2000 кулеметів, більше 400 гармат, 18 бронепоїздів, 31 бронемашина, 8 танків, 96 літаків. Командувач — Антон Денікін.

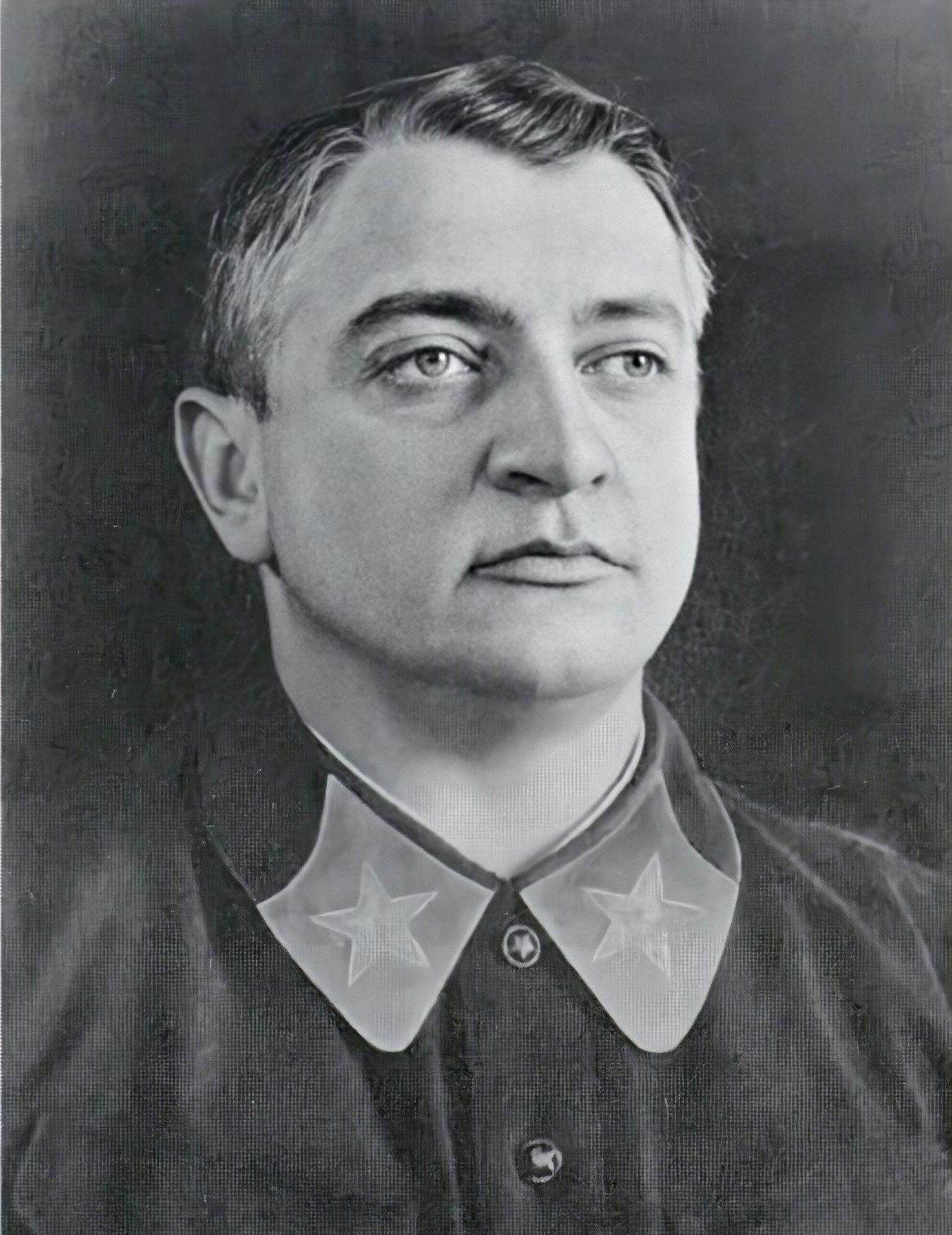
Михайло Тухачевський
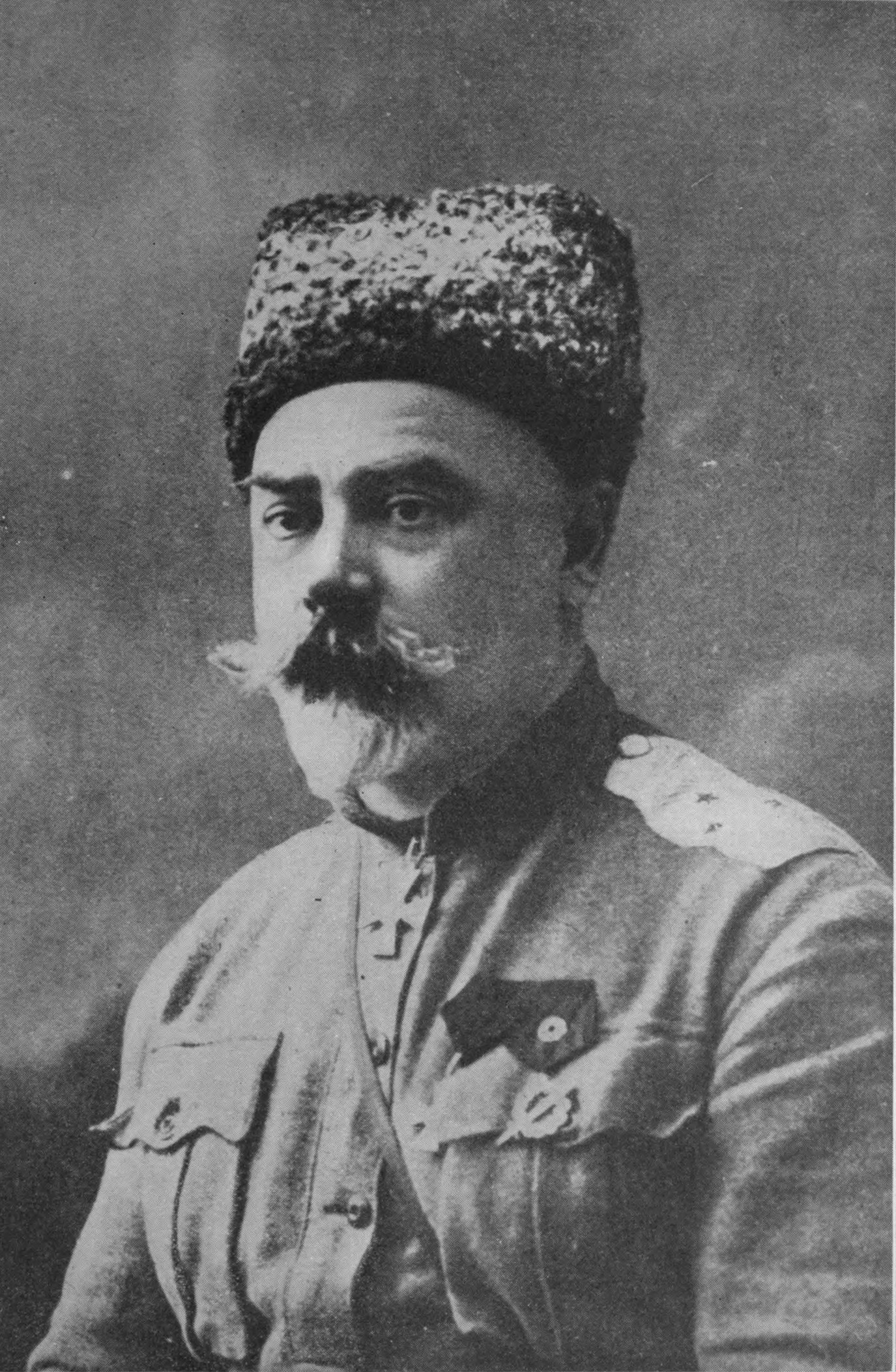
Антон Денікін
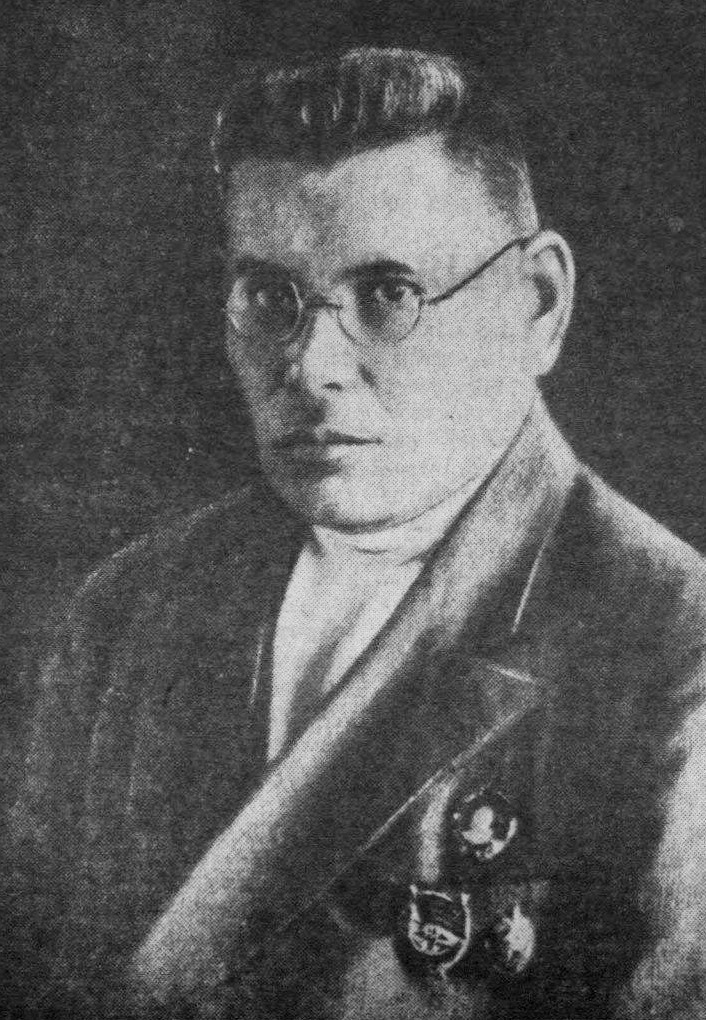
Микола Гикало

## Перебіг

### Перший етап (17 січня— 13 лютого)
Сили Червоної армії просунулися на 40-100 кілометрів на лівому фланзі та вийшли до річки Манич.

### Другий етап (14 лютого— 2 березня)

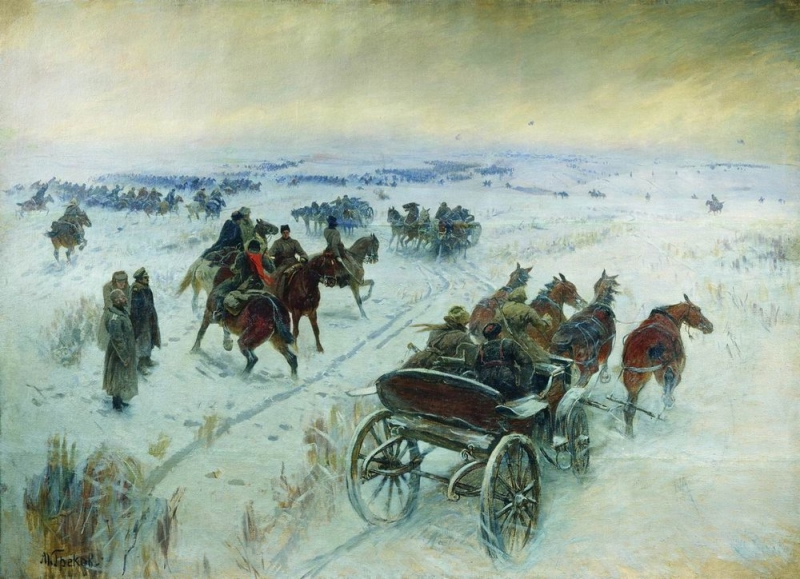
Єгорлицький бій

Червона армія прорвала оборону білогвардійців на річці Манич, після чого було розгромлено основні кінні з'єднання Білої армії.
11-та армія змогла вийти на рубіж Дивне — Кизляр.
У білогвардійському тилу почалися повстання партизанів, які 24 лютого захопили Туапсе, а 11 березня об'єдналися у партизанську армію чисельністю близько 12 тисяч осіб.
29 лютого Червона армія захопила Ставрополь.
Червона армія просунулася на 100 км, оточуючи Білу армію зі сходу.

### Третій етап (3 березня— 7 квітня)
16 березня Червона армія увійшла до П'ятигорська, 22 березня — до Майкопа, 24 березня — до Владикавказу, 27 березня — в Новоросійськ, 28 березня — в Хасав'юрт. Місцеві партизани на чолі з Миколою Гикало, що підтримували більшовиків, 17 березня взяли Грозний, а 27 березня — Буйнакськ.
Після взяття Новоросійська Збройні Сили Півдня Росії Антона Денікіна були остаточно розгромлені. Частинам Добровольчої армії чисельністю близько 40 тисяч осіб вдалося переправитися з Новоросійська до Криму. Залишки Донської та Кубанської армій відступили до Туапсе і Сочі. Після взяття Петровськ-Порту (нині — Махачкала) 30 березня білогвардійський гарнізон покинув місто на пароплавах і відплив до Баку.

## Наслідки
У більшій частині Північного Кавказу була встановлена радянська влада. Внаслідок цього, зокрема через окупацію Дагестану, були створені передумови для наступу на Азербайджанську Демократичну Республіку.